# Саманиды
Самани́ды (перс. سامانیان‎‎, Sāmāniyān) — иранская династия, основавшая Саманидское государство, которое существовало на территории Хорасана и Мавераннахра, и правившая им в 875—999 годах. Образование государства Саманидов пришлось в период «иранского интермеццо», когда после арабского завоевания на Иранском нагорье стали возникать независимые государства с правителями иранского происхождения.
Саманиды ведут свой род от Сасанидского шахиншаха Бахрама Чубина. Основатель династии — Саман-худат был родом из селения Саман (по разным данным, находилось вблизи Самарканда, Балха или Термеза), принял ислам во времена омейядского наместника Хорасана Асада ибн Абдуллаха аль-Касри (правил в 723—727 годах). В его честь Саман-худат назвал одного из своих сыновей «Асадом». В период правления аббасидского наместника Хорасана Гассана ибн Аббада сыновья Асада, внуки Саман-худата, были назначены правителями Самарканда (Нух ибн Асад), Ферганы (Ахмад ибн Асад), Шаша (Яхья ибн Асад) и Герата (Ильяс ибн Асад). Это было наградой за помощь халифу аль-Мамуну в борьбе с восставшим Рафи ибн Лейсом.
Официальное признание государство Саманидов получило в 875 году, когда халиф аль-Мутамид пожаловал Насру ибн Ахмаду титул правителя всего Мавераннахра. Наибольшего могущества Саманиды достигли во времена правления брата Насра ибн Ахмада — Исмаила Самани (892—907). Столица Саманидов Бухара в этот период стала конкурировать с Багдадом за звание культурного центра ислама.
Будучи благочестивыми мусульманами, Саманиды поддерживали миссионерскую деятельность по распространению ислама и перевод религиозной литературы с арабского языка на персидский. Они придерживались суннитской ветви ислама и ханафитской школы права, за исключением периода правления Насра II, который симпатизировал исмаилитам.

## История династии

Государство Саманидов к концу правления Насра II (943 год)

Название получила от имени землевладельца Саман-худата из Балха (область на севере Афганистана). Имя Саман-худат, по словам Наршахи, происходит от деревни Саман, которую он основал. Впоследствии представители династии вели своё происхождение от Бахрама Чубина и одного из семи Великих домов Парфии Мехранов. Саман-худат принял ислам, а его внуки служили халифу аль-Мамуну в Хорасане. За помощь, оказанную при подавлении антиарабского восстания Рафи ибн Лейса (806—810), сыновья и внуки Самана получили в 819 году в управление все наиболее важные области Мавераннахра. Нух стал правителем Самарканда, Ахмад — правителем Ферганы, Яхья — правителем Шаша, Ильяс — правителем Герата.
В 875 году Наср ибн Ахмад назначен халифом аль-Мутамидом наместником Мавераннахра. Его резиденцией был город Самарканд. Впоследствии эта область стала ядром Саманидского государства. При Саманидах северные окраины Маверанахра и Фергана были исламизированы.
В 888 году Исмаил ибн Ахмад разгромил своего брата Насра, но сохранил ему власть, а после его смерти в 892 году стал верховным правителем Саманидов. Столица была перенесена в Бухару.
Успехи в борьбе с тюркскими кочевниками способствовали экономическому подъёму Саманидского государства. Через территорию Маверанахра шёл поток тюркских рабов, поставлявшихся в армии почти всех мусульманских правителей. При Саманидах наблюдается расцвет культуры и средневековой науки. При этом развивается не только традиционная Персидская литература. Столица Саманидов Бухара стала также центром новоперсидского языка и литературы. Так именно при Саманидах Фирдоуси начинает работу над созданием ирано-таджикского национального эпоса Шах-наме.
В 900 году Исмаил I ибн Ахмад разгромил и взял в плен Саффарида Амр ибн Лейса. За это Исмаилу было пожаловано от халифа наместничество в Хорасане. До них здесь правили династии Саффаридов, Тахиридов. Вассалами Саманидов к этому времени стали правители Хорезма, Саффариды в Систане, местные династии Афганистана.
В 893 году Исфиджаб (ныне Сайрам) был включен в состав государства Саманидов. Древнейшая испиджабская мусульманская монета — была выпущена в 919—920 годах с именем местного династа Ахмада ибн Матта. Саманиды в 995—996 годах имели в Исфиджабе монетный двор и выпускали свои монеты, а в 998—999 годах выпускались дирхамы двух типов — сперва с упоминанием местного правителя из династии Маттидов, затем саманидские, а позже были выбиты маттидские дирхамы.
Упадок государства Саманидов наблюдается с середины X века. Череда дворцовых переворотов, возросшая роль землевладельческой и военной аристократии (см. Алп-тегин) подорвали попытки по централизации управления. Восстание в Хорасане освободило эту область от власти Бухары.
Династия Саманидов прекратила своё существование при Абд аль-Малике II после взятия в 999 году Бухары тюрками-караханидами. Последний Саманид Исмаил аль Мунтасир был убит в 1005 году. Его мавзолей сохранился до наших дней.

## Территория государства Саманидов
Государство Саманидов включало в себя две крупные области: Мавераннахр и Хорасан. К Мавераннахру относились все территории, расположенные к северу от реки Амударья. Среди них ведущими в экономическом, культурном, религиозном и политическом отношении были Бухара, Самарканд, Хорезм, Уструшана, Чач, Фергана, Кеш, Насаф. К Саманидскому государству в той или иной степени принадлежали и области в бассейне верхнего течения и притоков Амударьи — Чаганиан, Хутталь, Кубадиян, Ахарун, Шуман, Вашгирд, Рашт, Кумед, Бадахшан, Курран, Шикинан, Вахан, Рушан, то есть области на территории современного центрального, южного и восточного Таджикистана и северо-восточного Афганистана. Вилаяты делились на рустаки (перс. روستاق‎‎ — округ), те в свою очередь — на города и кишлаки.

## Культура при Саманидах
При централизованном государстве Саманидов их земли процветали, особенно развились ремесленное производство и торговля, о чём говорит использование саманидских серебряных монет во всей Центральной Азии. Литературными центрами в саманидском государстве были Самарканд, Балх, Мерв, Нишапур и др. Но законодательницей мод в поэтическом мире была Бухара, — бухарские правители приглашали ко двору лучших стихотворцев. Самарканд и Бухара стали признанными культурными центрами, где процветала персидская литература. При Саманидах наука, искусство и культура таджикского народа достигла высокого уровня. Государство Саманидов просуществовало более 100 лет мирной жизнью, что способствовало расцвету в нём городов, ремесла, развитию земледелия и торговли, горного дела. Это была подлинная эпоха Возрождения, давшая миру великих гуманистов, таких, как основоположник персидской поэзии Рудаки, создатель бессмертной поэмы «Шахнаме» А. Фирдоуси, великий учёный-энциклопедист и мыслитель, географ, астроном и математик Аль-Бируни и всемирно известный персидский учёный-энциклопедист Ибн Сина (Авиценна) и др. Расцвели философия и история. Это было время основания иранской исламской культуры. Одним из важнейших вкладов этого времени в исламскую культуру была новая техника обработки керамики из Нишапура и Самарканда, позволяющая сохранять роспись после обжига и покрывать её глазурью. Основной керамической продукцией были вазы и тарелки, украшенные стилизованными сасанидскими мотивами: всадниками, птицами, львами и арабской каллиграфией. Процветали литьё из бронзы и иная металлообработка. Сохранилось немного зданий этого периода, однако мавзолей Исмаила Самани (907) всё ещё стоит в Бухаре, показывая оригинальность архитектуры этого периода.

## Вали

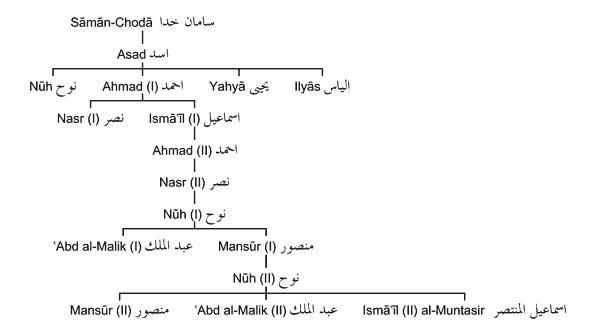

### ЭмирыСамарканда
- Нух ибн Асад (819—842)
- Ахмад ибн Асад (842—864)
- Наср ибн Ахмад (864—892)

### ВалиФерганы
- Абу-ль Ашас Исхак ибн Ахмад (864—907)
- Мухаммад ибн Исхак (904)

### Вали Шаша (Ташкента)
- Ибрахим ибн Ильяс (856—867)

### Вали Бухары
- Абу Ибрахим Исмаил ибн Ахмад р. 848, эмир 874—892

### Вали Мавара ан-Нахра
- Наср ибн Ахмад эмир 875—892
- Абу Ибрахим Исмаил ибн Ахмад р. 848, эмир 892—901

### Вали Мавераннахра, малик Машрика и Хорасана
- Абу Ибрахим Исмаил ибн Ахмад р. 848, эмир 892—907
- Абу Наср Ахмад ибн Исмаил, эмир 907—914
- аль-Амир ас-Саид Абу-ль-Хасан Наср ибн Ахмад р. 905, эмир 914—943
- аль-Амир ар-Рида Абу Мухаммад Нух ибн Наср, эмир 943—954
- аль-Амир аль-Муаййад Абу-ль-Фаварис Абд аль-Малик ибн Нух, эмир 954—961
- аль-Амир ас-Садид Абу Салих Мансур ибн Нух, эмир 961—976
- аль-Амир ар-Рида Абу-ль-Касим Нух ибн Мансур, эмир 976—997
- Абу-ль-Харис Мансур ибн Нух, эмир 997—999
- Абу-ль-Фаварис Абд аль-Малик ибн Мансур, эмир 999
- аль-Амир аль-Мунтасир Абу Ибрахим Исмаил ибн Мансур, эмир 1004, ум. 1005

### Вали Джибала
- Абу Ибрахим Исмаил ибн Ахмад р. 848, эмир 902—907

### Вали Горгана
- Абу Наср Ахмад ибн Исмаил эмир 902—907

### Вали Рея
- Абу Салих Мансур ибн Исхак, эмир 902—?

### Вали Табаристана
- Абу-ль-Аббас АбдАллах ибн Мухаммад, эмир 902—?

### Вали Систана
- Абу Салих Мансур ибн Исхак, эмир 911—912

## Саманидские эмиры
- Саман-худат
- Ахмад ибн Асад
- Яхья ибн Асад (819—855)
- Наср I (864—892) (фактически с 875)
- Исмаил Самани (892—907)
- Ахмад ибн Исмаил (907—914)
- Наср II (914—943)
- Нух I (943—954)
- Абд аль-Малик I (954—961)
- Мансур I ибн Нух (961—976)
- Нух II (976—997)
- Мансур II ибн Нух (997—999)
- Абд аль-Малик II (999)
- Исмаил аль-Мунтасир (999—1005)